# Juan Colina
Juan Carlos Colina Silva (Barquisimeto, Estado Lara, Venezuela; 21 de octubre de 1986) es un futbolista venezolano que juega como centrocampista.

## Clubes
| Club              | País      | Año           | Partidos | Goles |
| ----------------- | --------- | ------------- | -------- | ----- |
| Guaros            | Venezuela | 2007 - 2009   | 10       | 0     |
| ACD Lara          | Venezuela | 2009 - 2015   | 101      | 4     |
| Carabobo          | Venezuela | 2015 - 2018   | 116      | 2     |
| Deportivo Táchira | Venezuela | 2019          | 41       | 0     |
| La Equidad        | Colombia  | 2020-presente | 0        | 0     |

## Palmarés
| Título           | Club     | País      | Año     |
| ---------------- | -------- | --------- | ------- |
| Primera División | ACD Lara | Venezuela | 2011/12 |